# Peter Bergman
Peter Michael Bergman (ur. 11 czerwca 1953 w Zatoce Guantánamo na Kubie) – amerykański aktor telewizyjny, trzykrotny laureat nagrody Emmy (1991-92, 2002) za najlepszy występ aktorski w pierwszoplanowej roli w serialu Żar młodości.

## Życiorys

### Wczesne lata
Urodził się jako syn Waltera Bergmana, amerykańskiego oficera Marynarki Wojennej Stanów Zjednoczonych. Przez rok pracował w budownictwie, aby zarobić pieniądze na studia w The American Academy of Dramatic Arts w Nowym Jorku. 

### Kariera
W 1979 roku jako dr Cliff Warner dołączył do obsady opery mydlanej ABC Wszystkie moje dzieci (All My Children), a rolę grał przez 10 lat; od 1979 do 1987 i 1988-89. Otrzymał 12 kolejnych nominacji do nagrody Daytime Emmy (od 1990 do 2002) dla najlepszego aktora za rolę senatora stanowego Johna "Jacka" Abbotta, Jr. w operze mydlanej CBS Żar młodości (The Young and the Restless). W 1986 roku wziął udział w reklamie syropu przeciwkaszlowego.

## Wybrana filmografia

### Filmy TV
- 1982: Fantazje (Fantasies) jako Larry
- 1991: Palomino jako Warren Taylor
- 1993: Na krawędzi (Woman on the Ledge) jako Bob

### Seriale TV
- 1976: Kojak jako Bo Allen
- 1980-89: Wszystkie moje dzieci (All My Children) jako dr Cliff Warner
- 1989-: Żar młodości (The Young and the Restless) jako Jack Abbott
- 1997: Pomoc domowa (The Nanny) jako Jack Abbott
- 1998: Moda na sukces (The Bold and the Beautiful) jako Jack Abbott
- 2001: Diabli nadali (The King of Queens) jako Jack Abbott